# K'aux
K'aux es un antepasado de la mitología selknam.
En Tierra del Fuego, los selknam mantenían el mito según el cual K'aux fue un antiguo ser que veló por el orden y las buenas actitudes de los miembros de cada tribu, y quien inculcó todas y cada una de las leyes a los selknam. Junto a su sobrino Táiyin, derrotaron al cruel espíritu Táita. Se lo asocia con Kóoch, deidad primigenia de los tehuelches continentales, y con Kénos, otra figura mitológica de los selknam. 